# Six Nations Cup 2014
De Six Nations Cup 2014 is een dartstoernooi georganiseerd door de England Darts Organisation (EDO), uitgevoerd onder auspiciën van de British Darts Organisation (BDO). Het toernooi werd gehouden van 21 februari 2014 tot en met 23 februari 2014 in Glenrothes, Fife, Schotland.

## Six Nations-opstellingen

### Mannen
| 1                                                                             | 2                                                                                             | 3                                                                             |
| ----------------------------------------------------------------------------- | --------------------------------------------------------------------------------------------- | ----------------------------------------------------------------------------- |
| Engeland Glen Durrant Scott Mitchell Tony O'Shea Scott Waites James Wilson    | Ierland David Concannon Jason Cullen Benny Grace Garrett Grey Sean McGowan Michael Meaney     | Nederland Jan Dekker Jeffrey de Graaf Wesley Harms Rick Hofstra Danny Noppert |
| 4                                                                             | 5                                                                                             | 6                                                                             |
| Noord-Ierland Kevin Burness John Elder Gary Elliot Roy Montgomery Geoff Wylie | Schotland Craig Baxter Cameron Menzies Ross Montgomery Steve Ritchie Alan Souter Harry Todman | Wales Jonny Clayton Mark Layton Martin Phillips David Smith-Hayes             |

### Vrouwen
| 1                                                     | 2                                                                            | 3                                                   |
| ----------------------------------------------------- | ---------------------------------------------------------------------------- | --------------------------------------------------- |
| Engeland Lisa Ashton Trina Gulliver Deta Hedman       | Ierland Caroline Breen Catherine Fleming Olive McIntyre Veronica Skeffington | Nederland Karin Krappen Tamara Schuur Anca Zijlstra |
| 4                                                     | 5                                                                            | 6                                                   |
| Noord-Ierland Grace Cane Charlene Cane Kelly McGivern | Schotland Lynn Cowan Louise Hepburn Frances Lawson Jenni Tully               | Wales Rhian Edwards Julie Gore Rhian Griffiths      |

## Groepsfase vrouwen
vrijdag 21 februari 2014
- Groep 1
  -  Noord-Ierland -  Ierland 4-5
  -  Ierland -  Nederland 2-7
  -  Nederland -  Noord-Ierland 6-3

- Groep 2
  -  Wales -  Schotland 7-2
  -  Schotland -  Engeland 2-7
  -  Engeland -  Wales 3-6

## Groepsfase mannen
zaterdag 22 februari 2014
- Groep 1
  -  Ierland -  Schotland 15-10
  -  Engeland -  Ierland 18-7
  -  Schotland -  Engeland 13-12

- Groep 2
  -  Noord-Ierland -  Wales 16-9
  -  Nederland -  Noord-Ierland 16-9
  -  Wales -  Nederland 4-21

## Knock-out vrouwen en mannen
zondag 23 februari 2014
- 5e / 6e plaats
  -  Schotland -  Noord-Ierland 5-1 (vrouwen)
  -  Ierland -  Wales 13-11 (mannen)
- halve finale
  -  Nederland -  Engeland 0-5 (vrouwen)
  -  Wales -  Ierland 5-0 (vrouwen)
  -  Engeland -  Noord-Ierland 13-5 (mannen)
  -  Nederland -  Schotland 13-5 (mannen)
- finale
  -  Engeland -  Wales 5-2 (vrouwen)
  -  Engeland -  Nederland 13-8 (mannen)